# サルデーニャ鉄道

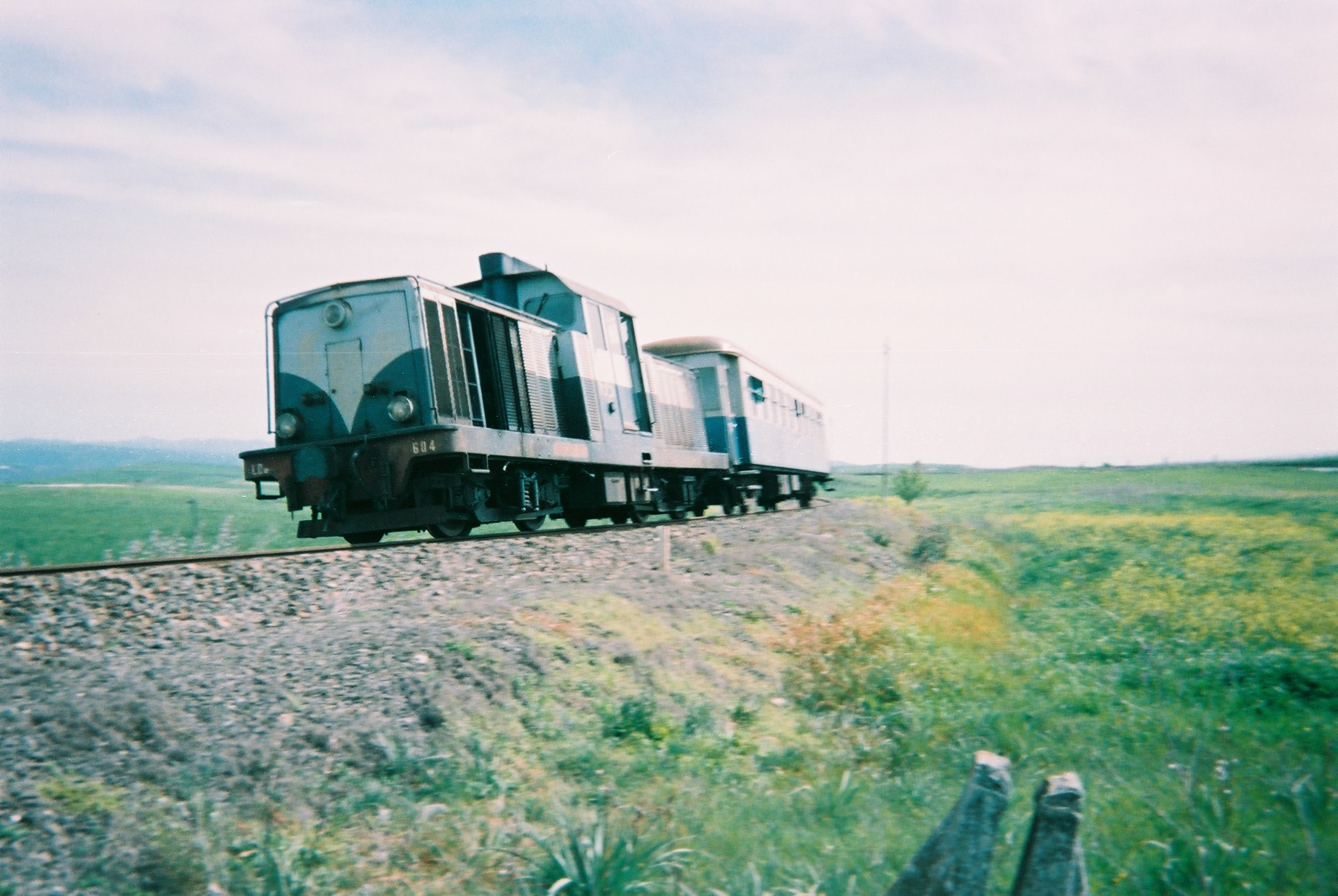
サルデーニャ鉄道の電気式DL牽引列車

サルデーニャ鉄道（サルデーニャてつどう）は、イタリアのサルディーニャ島で運行されている軌間950 mm、全長約630 kmの狭軌鉄道。
カリャリとイジーリを結ぶ82 kmの路線、
サッサリとアルゲーロを結ぶ35 kmの路線、
サッサリとソルソを結ぶ11 kmの路線、
サッサリとヌルヴィを結ぶ35 kmを結ぶ路線、
マコメールとヌーオロを結ぶ63 kmの路線がある。
またこれら通年運行の226 kmの路線以外にも、"Trenino Verde（緑の小さな列車）"という季節運行の観光列車があり、島内の山間部を中心に走っている。
特別運行ながら2006年まではSLも走っていた。
カリャリ近郊とサッサリ市内ではLRTの運行がなされているが、その他の地域は全線が単線・非電化で気動車やディーゼル機関車牽引列車の運行である。